# Lucht (strip)
Lucht is een futuristische stripserie, bestaande uit twee delen, van Franse stripscenarist Philippe Pelaez en de tekeningen zijn gemaakt door Francis Porcel. De stripreeks is uitgegeven door Uitgeverij Saga. 

## Verhaal
Doordat meteorieten zijn neergestort op onze aarde, zijn er bacteriën vrijgekomen. Deze bacteriën zorgen ervoor dat de atmosfeer zo verstikkend is, dat men alleen nog kan leven door constant met een masker op te lopen. De regering heeft luchtvaartuigen gebouwd die de schadelijke bacteriën kunnen opzuigen om zo de atmosfeer weer te zuiveren dat men weer gewoon kan ademen.
Het probleem is dat er een terroristische groepering is die deze schepen saboteert. Troy Denen, een lid van het Centraal Comité, krijgt de opdracht te infiltreren in het rebellennetwerk om uit te vissen wie achter het complot zit.

## Albums
| 1 |  | Onder een minder grijze hemel | 2023-2024 |
| 2 |  | In de bittere afgrond         | 2024-2025 |